# موربيوس
موربيوس (بالإنجليزية: Morbius)‏ هو فيلم بطل خارق مبني على شخصية موربيوس ذا ليفينج فامبير من تأليف مارفل كومكس، و إنتاج شركة كولومبيا بيكتشرز وإخراج دانيال إسبينوزا وبطولة جاريد ليتو،مات سميث،أدريا أرخونا،جاريد هاريس،أليساندرو مادريغال وتيريس جيبسون.